# Leo Vaz
Leonel Vaz de Barros, conhecido como Léo Vaz (Capivari, 6 de junho de 1890 — São Paulo, 5 de março de 1973), foi um escritor, professor, bibliotecário e jornalista brasileiro. Foi autor de romances e contos com toques satíricos. Defendeu em sua obra a brasilidade de nosso povo e pode ser enquadrado na linha dos escritores da chamada literatura nacionalista.

## Biografia
Leonel Vaz de Barros foi um adolescente precoce. Aos 13 anos sabia praticamente de cor Os Lusíadas de Luís de Camões. Diplomou-se professor pela Escola Normal de Piracicaba, em 1911 e ensinou em cidades do interior paulista e na Escola de Aprendizes Marinheiros do Recife até 1918.
Como jornalista, começou escrevendo para a Gazeta de Piracicaba.
(…) O cheiro da tinta de impressão e o tique-taquedo componedor logo me levaram à frequência da Gazeta de Piracicaba (…), cita o autor em Páginas Vadias.
Em 1918, mudou-se para São Paulo. Nessa época de sua vida, lecionou francês, foi revisor de textos do Instituto Biológico, bibliotecário da Assembleia Legislativa de São Paulo, chefe técnico da Biblioteca da Faculdade de Direito do Largo de São Francisco e autor do primeiro Almanaque para o Laboratório Fontoura.
Abandonando o magistério – que considerava como sendo uma profissão nobre e cacetíssimo sacerdócio - com o apoio de Monteiro Lobato – de quem era amigo e até virou personagem do Sítio do Pica-pau Amarelo - e Oswald de Andrade, abraçou de vez a carreira jornalística escrevendo para periódicos como Revista do Brasil, Jornal do Comércio, A Gazeta, vespertino comprado em 1918 por Cásper Líbero, até chegar, em 1918, ao jornal O Estado de S. Paulo, onde foi redator, secretário e diretor, durante o exílio de Júlio de Mesquita Filho, até aposentar-se, em 1951.
Como jornalista teve carreira brilhante e é comparado a outros conterrâneos como Sud Mennucci, Guilherme de Almeida, Afonso Schmidt, Galeão Coutinho, Paulo Gonçalves e Nestor Pestana.
Em 1929, ele tomou posse na Academia Paulista de Letras, da cadeira 14.
Uma de suas experiências mais interessantes como jornalista ocorreu em 1935, quando foi à Europa pela primeira vez e a bordo do dirigível Graf Zeppelin, a fim de escrever série de reportagens para O Estado de S. Paulo.
Sobre essa viagem, deixou suas impressões:
Ninguém deve considerar-se pessoa viajada de verdade enquanto não viajar de Zeppelin. Navios, estradas de ferro, automóveis, andam mui grudados à superfície; e como a árvore não deixa ver a floresta, assim o viajante marítimo ou terrestre só vê as coisas aos pedaços e nunca tem uma visão de conjunto. O avião, por seu lado, voa mui rápido e mui alto, perdendo assim de uma parte o que lograra da outra. Para ver devagar e do alto as coisas, só de Zeppelin… Uma viagem de Zeppelin é uma série de revelações, de paisagens, de pontos de vista, de concepções novas, que a gente nunca julgara possíveis. Julio Verne, se ressuscitasse e viesse viajar no Zeppelin, teria um mundo de coisas que aprender, e outro tanto que retificar.
Em 1969, mesmo aposentado, retornou às redações, como diretor do Estadão, onde ficou até sua morte, em março 1973.

## Principais obras
- Professor Jeremias (1920): autobiografia. Vaz conta a história de um homem e suas viagens, mas se refere às próprias experiências.
- Ritinha e outros casos (1923): livro de contos escritos na juventude;
- O Burrico Lúcio (1951): reconta a história de O Asno de Ouro de Luciano de Samósata;
- Páginas Vadias (1957): conta os 30 anos de atividades de Leo Vaz, colhidos das páginas do jornal "O Estado de S. Paulo".